# Sint-Lievenscollege
 (janvier 2009).
Si vous disposez d'ouvrages ou d'articles de référence ou si vous connaissez des sites web de qualité traitant du thème abordé ici, merci de compléter l'article en donnant les références utiles à sa vérifiabilité et en les liant à la section « Notes et références ».

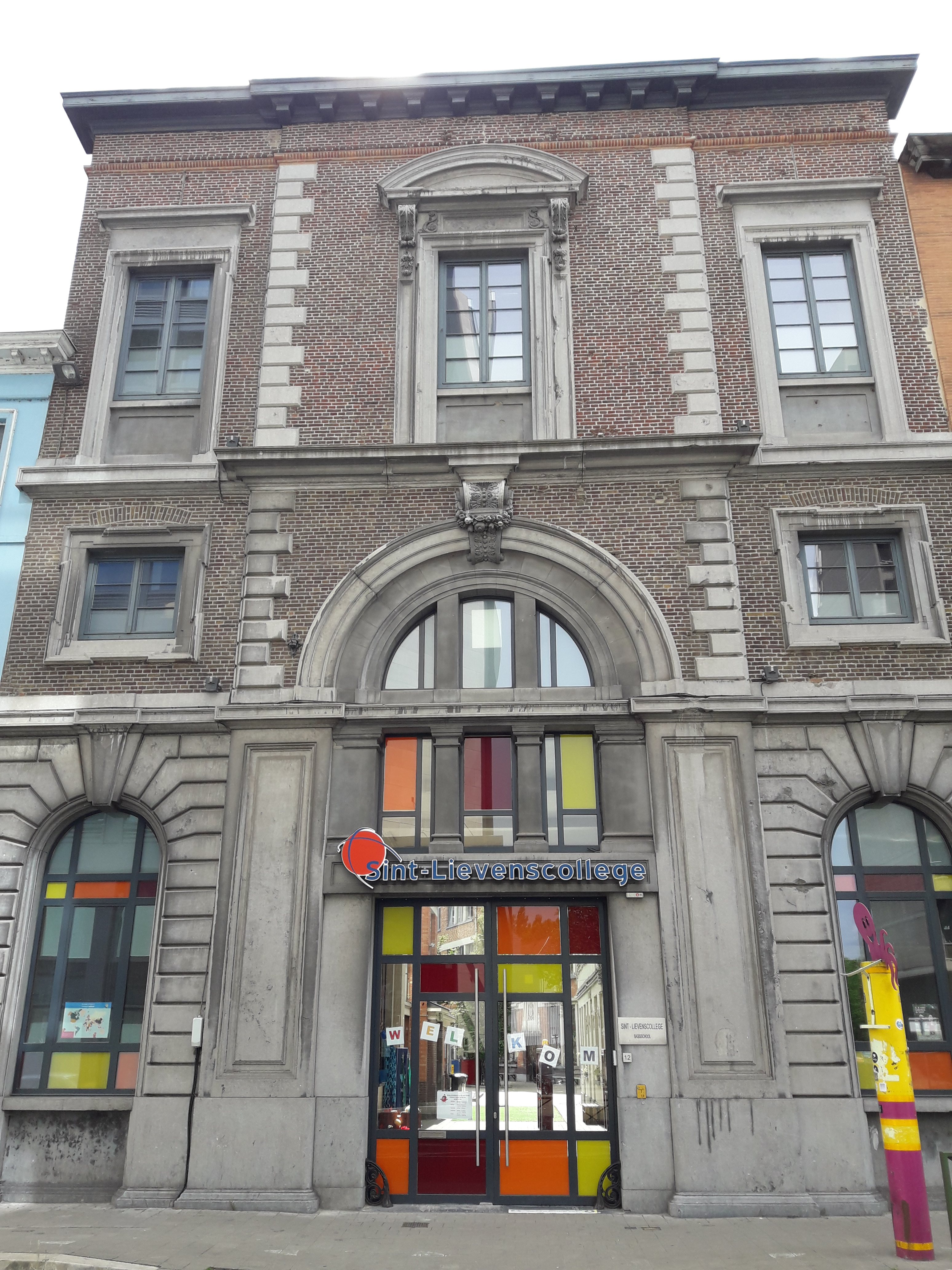
La façade du Sint-Lievenscollege en 2022

Le Sint-Lievenscollege est fondé en 1865 à l’initiative de l’évêché de Gand, sous le nom d’Institut Saint-Liévin, afin de dispenser un enseignement catholique aux garçons issus des classes moyennes. 
Les cours sont d'abord donnés dans un hôtel particulier, l’école déménage en 1881 vers son emplacement actuel, dans une demeure Louis XV édifiée au XVIIIe siècle (et classée depuis 1990), non loin du confluent de la Lys et de l’Escaut. Les effectifs d’élèves ne cessant de croître, l’école est étendue à la fin du XIXe siècle, pour garder un même aspect jusqu’aux environs de 1960. La démocratisation de l’enseignement contraint à un nouvel agrandissement, par la construction de bâtiments neufs, y compris une nouvelle chapelle moderne, selon des plans de Marc Dessauvage. 
Entre-temps, depuis l’année scolaire 1936-37, les enseignements jusque-là  dispensés en langue française, le sont désormais en néerlandais. À la même époque, est créée une section brassicole, détachée du collège en 1946 pour se muer en un établissement autonome. Il s'agit là de l'ébauche de l’École industrielle Sint-Lieven, devenue ensuite la Katholieke Hogeschool Sint-Lieven. Une autre section, sise à  Mont-Saint-Amand, dans la banlieue est de Gand, devient indépendante en 1965, sous le nom de Sint-Jan-Berchmanscollege. 
Le collège n’est plus dirigé que par des laïcs  depuis 2003-2004. Y sont associées des écoles primaires, à Mariakerke (banlieue nord-ouest) et à Gand.
Siegfried Bracke (homme de télévision et journaliste politique), y a fait ses études, de même que Walter Capiau (présentateur de radio et de télévision, très populaire en Flandre), Luc De Vos (chanteur), René Jacobs (ténor et chef d’orchestre), Luc Van den Bossche (homme politique, ancien ministre), Jef Vermassen (avocat en vue), etc.